# Orologio (simbolo)

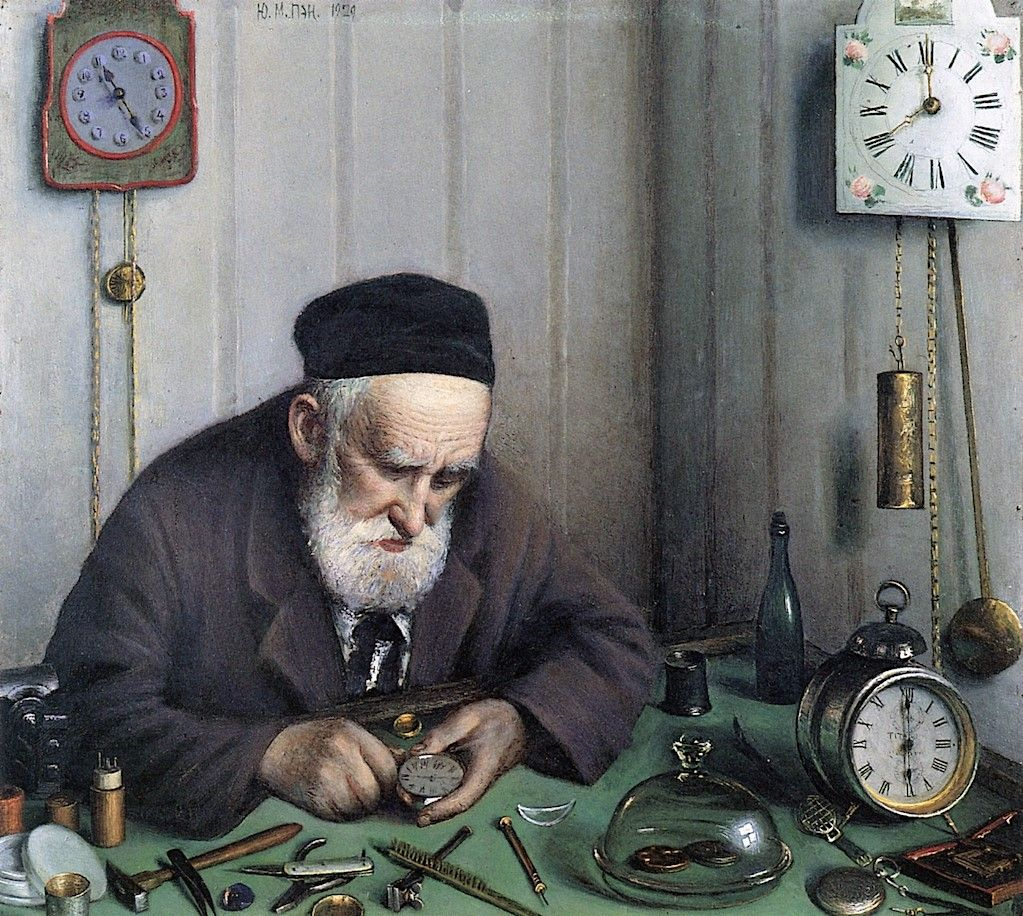
Yehuda Pen, L'orologiaio, olio su tela, 1924

L'orologio è un elemento simbolico utilizzato, specie graficamente, per rappresentare il tempo e il suo trascorrere in molti contesti: questo elemento iconografico ha sostituito in tale significato la clessidra, utilizzata fino al Medioevo, prima del diffondersi dell'orologio, come simbolo del tempo.
L'orologio, sin dalla sua invenzione, assume rapidamente carattere simbolico grazie alla sua capacità di misurare, ossia di rendere quasi tangibile, un concetto e un'entità altrimenti immisurabili, scandendo e quindi regolarizzando i clicli delle attività umane, sempre più percepito come strumento misterioso, enigmatico con il suo continuo richiamo alla fugacità della vita e all'ineluttabilità della morte.

## Nelle arti

### Pittura

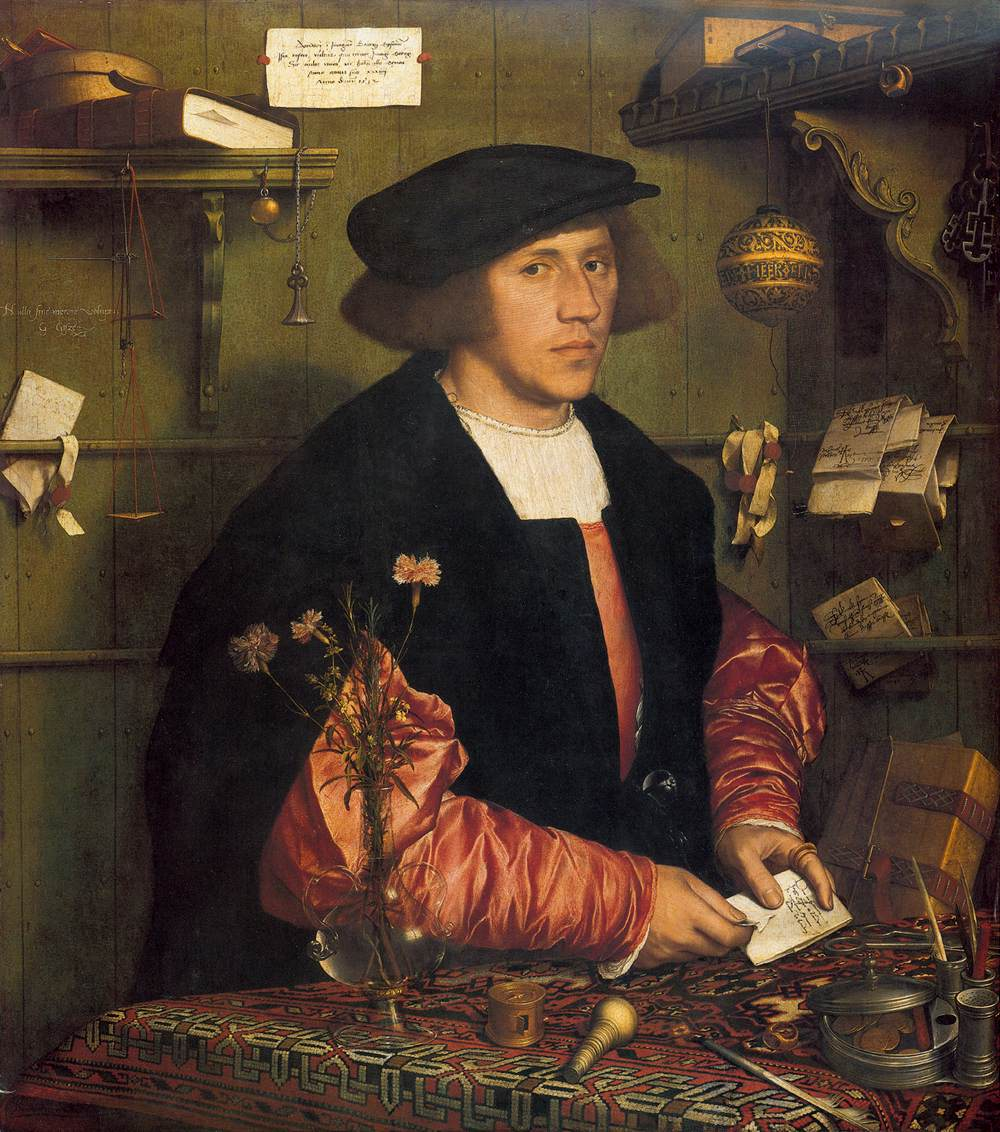
Hans Holbein il Giovane, Il mercante Georg Gisze, olio su tavola, 1532

Tra le rappresentazioni più iconiche del tempo, simboleggiato con un orologio, si ricorda la serie di opere di Salvador Dalì Gli orologi molli in cui il trascorrere del tempo  si adatta alla percezione di esso da parte dell'Autore. Più anticamente l'orologio si è sostituito alla meridiana solare per simboleggiare la caducità dell'uomo e quindi dell'ineluttabilità della morte e della'approssimarsi della vecchiaia. Questo simbolismo è stato spesso rafforzato inserendo, nella stessa opera, un teschio umano per ribadire il concetto del memento mori e del tempus fugit.

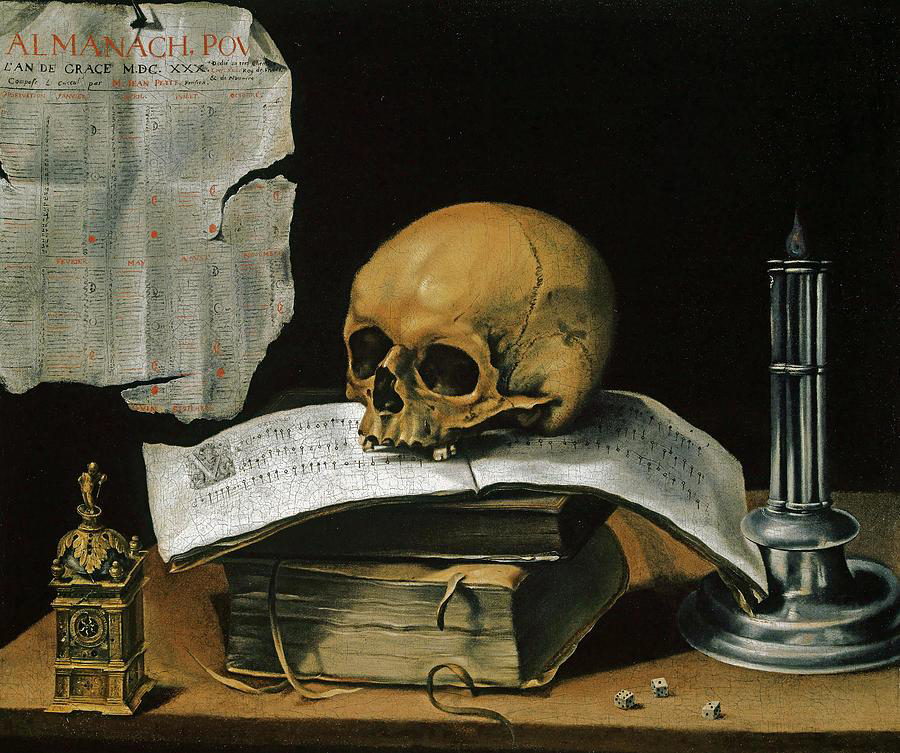
Vanitas (1630), olio su tela di Sebastian Stoskopff.

Tra i dipinti che includono simbolicamente un orologio si ricordano le opere Ritratto di Gisze (1532), Ritratto di Nikolaus Kratger (1528) e Gli ambasciatori francesi alla corte inglese (1533),  di Hans Holbein il Giovane. Successivamente Claude Monet utilizzerà il simbolismo dell'orologio come artificio per contestualizzare temporalmente le sue Cattedrali di Rouen (1892-94), serie di trentuno dipinti dello stesso soggetto rappresentato in successive ore del giorno e con condizioni di luce diverse. L'artista Giorgio De Chirico, invece, utilizza il sibolismo dell'orologio in senso diverso: nei suoi vari dipinti di piazze italiane e, soprattutto, nel quadro L'enigma dell'ora (1911), l'orologio, ovviamente immobile, amplifica lo straniamento dovuto alla sospensione del tempo. Nel quadro di Picasso Donna seduta con orologio da polso (1943), l'orologio aggiunge simbolicamente alle tre dimensioni rappresentate nel quadro cubista, appunto, una quarta: il tempo. Nella "natura morta" di Frida Kahlo, Que bonita es la vida, cuando nos da de sus riquezas (1943) la sveglia ricorda quanto il tempo sia importante, tanto da non doverne sprecare neanche un attimo.

### Nella letteratura
Innumerevoli sono gli esempi letterari in cui l'orologio viene citato come metafora del trascorrere del tempo. Ad esempio, nella Divina Commedia, precisamente nel X canto del Paradiso, il Poeta utilizza la metafora dell'orologio per descrivere il movimento dei Beati nel Cielo.
Questo simbolo è ricorrente nell'opera di Proust Alla ricerca del tempo perduto (À la recherche du temps perdu, 1913-27) e non va dimenticata la sua presenza nella poesia L'orologio (L'horloge) di Charles Baudelaire che, seppure in chiave moderna, riconduce il simbolo al memento mori di un dio supremo, sempre pronto a ricordare all'Uomo che il passare del tempo gli divora la vita.

### Arte concettuale
Nell'installazione di Emilio Isgrò L'ora italiana (1985), i venti orologi fissi alle ore 12.25 ricordano e perpetuano l'orrore della strage di Bologna, avvenuta èproprio a quell'ora, il 2 agosto 1980.
L'installazione The Clock di Christian Marclay, Leone d'oro alla LIV Esposizione internazionale d'arte di Venezia del 2011, della durata di un giorno intero e che consiste in un montaggio di innumerevoli riprese di orologi che con i loro spezzoni, coprono l'arco delle 24 ore. Tra le scene di The Clock si riconoscono i film  Lo straniero (The Stanger di Orson Welles, 1946), Pulp Fiction (regia di Quentin Tarantino, 1994), Matrix, Io e Annie e Zoolander.

### Cinema
Il simbolismo dell'orologio in chiave sociale è usato con risultati iconici in film come Metropolis (Fritz Lang, 1927) e Tempi moderni (Modern Times, diretto e interpretato da Charles Chaplin, 1936) oppure con esito comico in Preferisco l'ascensore! (Safety Last, regia di Fred C. Newmeyer e Sam Taylor, 1923). Nel film Il posto delle fragole (Ingmar Bergman, 1957) l'orologio senza lancette, richiama il concetto della morte, ossia la fine del proprio tempo.

## Pittogramma

Orologio: pittogramma

Il pittogramma dell'orologio rimanda, al contrario del suo simbolismo utilizzato in altri contesti, a un significato concreto legato alla rappresentazione dell'ora, inserito in varie pubblicazioni, specialmente legate al settore dei trasporti come l'orario ferroviario o di compagnie aeree.
L'icona dell'orologio è utilizzata nelle applicazioni o sistemi operativi di computer e cellulari, come rimando all'esecuzione dell'omonimo programma, permettendo all'utente di poter accedere alla sua configurazione. L'icona usualmente rappresentata come un orologio analogico stilizzato e, in molti casi, le lancette cambiano posizione raffigurando l'ora reale.

## Interpretazione dei sogni
Premesso che nessun sogno può essere concretamente interpretato se non si ha accesso al materiale associativo di colui che sogna, si possono comunque ricondurre, di massima, i seguenti significati al simbolo:
OrologioSimbolo di progettualità e di obiettivi da raggiungere.
Orologio guastoUn ostacolo si interpone al raggiungimento degli obiettivi fissati.
Orologio smarritoIl tergiversare o la mancanza di determinazione rallenta il raggiungimento del risultato atteso.
Trovare un orologioNuove risorse inattese aiuteranno a raggiungere gli obiettivi. Il tempo è un elemento cruciale per la riuscita.
Movimento antiorarioSognare un orologio le cui lancette procedono al contrario pone l'attenzione sulla necessità di riconsiderare alcuni aspetti della propria vita o dei propri programmi futuri.